# Émile Michelet
Camille Émile Gaston Michelet (16 de julio de 1867-27 de abril de 1935) fue un deportista francés que compitió en vela en la clase tonelaje. Participó en los Juegos Olímpicos de París 1900, obteniendo dos medallas de bronce.

## Palmarés internacional
| Juegos Olímpicos | Juegos Olímpicos | Juegos Olímpicos  | Juegos Olímpicos     |
| Año              | Lugar            | Medalla           | Clase                |
| ---------------- | ---------------- | ----------------- | -------------------- |
| 1900             | París (Francia)  | Medalla de bronce | Abierta              |
| 1900             | París (Francia)  | Medalla de bronce | ½ – 1 Ton (regata 1) |